# Щуковидные узконосы
Щукови́дные узконо́сы, или парахени́хты (лат. Parachaenichthys), — один из 10 родов семейства батидраковых (Bathydraconidae) отряда окунеобразных (Perciformes). Включает 2 вида антарктических рыб.
Впервые род Parachaenichthys был описан в 1902 году бельгийско-британским зоологом, ихтиологом и ботаником Жоржем Альбертом Буланже (фр. George Albert Boulenger, 1858—1937) по рыбам от Южной Георгии. Научное (латинское) название рода образовано от латинизированного греческого слова греч. para, означающего «близкий», и названия рода белокровковых рыб — Chaenichthys (в современном написании Channichthys), то есть буквально — похожие на рыб рода Chaenichthys.
Это типично донные, относительно мелководные крупные рыбы общей длиной более 60 см. Являются антарктическими эндемиками, обитающими в западном секторе Южного океана. Распространены на шельфе преимущественно у островов подводного Южно-Антильского хребта, начиная от Южной Георгии к югу, и у Антарктического полуострова. Согласно схеме зоогеографического районирования по донным рыбам Антарктики, предложенной А. П. Андрияшевым и А. В. Нееловым, ареал рода находится в границах провинции Южная Георгия, а также западноантарктической провинции гляциальной подобласти Антарктической области.
Рыбы этого рода характеризуются голым, очень удлинённым и низким, почти цилиндрическим телом, а также длинным, уплощённым рылом. Как и у прочих представителей подотряда нототениевидных у них отсутствует плавательный пузырь. Как и у всех представителей семейства батидраковых у этих рыб имеется только один (второй) спинной плавник.
Могут встречаться в уловах донных тралов и ставных жаберных сетей в прибрежных водах Антарктического полуострова и близлежащих островов на относительно небольших шельфовых глубинах. Мелкие экземпляры, обитающие у верхнего уреза сублиторали, могут служить пищей ныряющим морским птицам.

## Характеристика родаParachaenichthys
Первый спинной плавник отсутствует, во втором спинном плавнике 42—46 лучей, в анальном плавнике 29—33 лучей, в грудном плавнике 21—23 луча; две длинных боковых линии: в дорсальной (верхней) боковой линии 106—114 трубчатых члеников (чешуй); в верхней части первой жаберной дуги тычинки отсутствуют, в нижней части дуги — 8—15 тычинок; общее число позвонков большое — 59—63.
Тело голое. Второй спинной плавник очень длинный, его начало находится заметно позади уровня основания грудного плавника. Голова крупная, по форме близкая к конической (щуковидная), с очень длинным, лопатообразным, дорсовентрально сплющенным рылом. Межглазничное пространство широкое. Жаберная крышка с хорошо заметным продольным костным гребнем, раздваивающимся в задней части на 2 гребня, которые заканчиваются шипами. Зубы на челюстях многочисленные, мелкие, клыковидные, расположены в несколько рядов. В дорсальной боковой линии все чешуи трубчатые, в медиальной линии чешуи, как правило, округлые (не трубчатые), глубоко погружённые в кожу. Лучей жаберной перепонки 6. Жаберные тычинки малочисленные, мелкие, шишковидные, покрытые мелкими шипиками.

## Распространение и батиметрическое распределение
Ареал рода охватывает шельфовые воды северной оконечности Антарктического полуострова и прибрежные воды островов южной части подводного Южно-Антильского хребта вплоть до от Южной Георгии. Виды рода встречаются в прибрежной относительно мелководной зоны шельфа на глубинах от 5 до 400 м.

## Размеры
Крупные виды, максимальная общая длина которых превышает 60 см (стандартная длина 59 см).

## Образ жизни
Типично донные сублиторальные виды и типичные хищники-ихтиофаги. 

## Виды
В роде насчитывается 2 прибрежных вида:
- Parachaenichthys charcoti (Vaillant, 1906) — Щуковидный узконос Шарко
- Parachaenichthys georgianus (Fischer, 1885) — Южногеоргианский щуковидный узконос